# Севериновка (Тростянецкий район)
Севериновка (укр. Северинівка) — посёлок, входит в Тростянецкий район Винницкой области Украины.
Население по переписи 2001 года составляло 1621 человек. Почтовый индекс — 24311. Телефонный код — 4343. Занимает площадь 2,9 км². Код КОАТУУ — 524183202.

## Местный совет
24310, Вінницька обл., Тростянецький р-н, с. Летківка, вул. Леніна